# Cyclaspis kerguelenensis
Cyclaspis kerguelenensis är en kräftdjursart som beskrevs av Michel Ledoyer 1977. Cyclaspis kerguelenensis ingår i släktet Cyclaspis och familjen Bodotriidae.
Artens utbredningsområde är Kerguelen. Inga underarter finns listade i Catalogue of Life.